# رابرت او. ورک
رابرت او. ورک (انگلیسی: Robert O. Work؛ زادهٔ ۱۷ ژانویهٔ ۱۹۵۳) یک سیاست‌مدار است. وی ۳۲مین قائم مقام وزارت دفاع ایالات متحده آمریکا در دوره باراک اوباما بود.